# Sikait
Sikait (Szmaragdowa Góra) – jedyna znana kopalnia szmaragdów użytkowana przez Cesarstwo Rzymskie. Pozostałości Sikait znajdują się na egipskiej Pustyni Wschodniej. 
Kopalnia składała się z setek bardzo wąskich szybów wydobywczych, w których mogła zmieścić się tylko jedna osoba, o głębokości sięgającej kilkudziesięciu metrów.

## Historia
Najwcześniejsze udokumentowane wzmianki o funkcjonowaniu kopalni to zapiski Strabona (63 p.n.e. - 24 n.e.), natomiast ostatnie to prośba Olimpiodora z 421 r. n.e. o pozwolenie odwiedzenia kopalni, będącej już wówczas pod protektoratem króla koczowniczego plemienia Blemiów.
Odkrycia kopalni dokonał w 1816 r. francuski mineralog Frédéric Cailliaud. Stanął on na czele ekspedycji zorganizowanej przez Muhammada Ali Paszę – wicekróla Egiptu, której celem było zlokalizowanie dawnych kopalń siarki. Antyczne kopalnie siarki odnaleziono, a przy okazji opowieści Beduinów zaprowadziły Cailliauda do ruin starożytnych miast i kopalni szmaragdów. 
Szmaragdy to odmiana berylu, a zielonkawą barwę zawdzięczają domieszce chromu. Występują w różnych rodzajach skał – w Sikait są to głównie warstwy miękkiego łupku mikowego.